# Pelorurus crampeli
Pelorurus crampeli är en skalbaggsart som beskrevs av Desbordes 1913. Pelorurus crampeli ingår i släktet Pelorurus och familjen stumpbaggar. Inga underarter finns listade i Catalogue of Life.